# Sint-Josephkerk (Roosendaal)
De Sint-Josephkerk is een rooms-katholieke kerk in de wijk Burgerhout in de Noord-Brabantse stad Roosendaal. De kerk is gelegen aan de Sint-Josephstraat 4.

## Geschiedenis
De bouwpastoor was H.J.A. van Mierlo en het kerkgebouw werd ontworpen door de architecten M. Vergouwen en Jacques Hurks. Architect M. Vergouwen was eerder verantwoordelijk voor het ontwerp en de realisatie van R.K. parochiekerk St. Antonius aan de Brugstraat 26 in Roosendaal, voltooid in 1903. De St. Josephkerk vertoont sterke gelijkenissen met deze kerk, die in 1977 is gesloopt. De St. Josephkerk wordt weleens aangeduid als het eerste grote werk van J. Hurks, hoewel die zich pas in 1925 als zelfstandig architect vestigde in Roosendaal.
Het is een centraliserende driebeukige kruiskerk in expressionistische stijl met een hoge terzijde staande toren met tentdak. De toren heeft een hoogte van 37 meter. De ingang wordt bekroond door een wimberg. Het middenschip wordt gedekt door een tongewelf en de viering door een ruim koepelgewelf.
Het bakstenen gebouw bevat veel siermetselwerk. Boven het priesterkoor is een triomfboog met schilderingen. De triomfboog, kruisweg en meeste andere schilderingen zijn van Wijnand Geraedts (1883-1958) en zijn zoon Pieter Geraedts (1911-1978), hoogaltaar en verschillende beeldhouwwerken zijn gemaakt door de firma Cuypers uit Roermond. De godslamp en lichtkroon in de koepel, beide van gebronsd koper, zijn naar een ontwerp van de Utrechtse edelsmid Jan Eloy Brom en vervaardigd door de firma P.G. Duchateau.
De kerk heeft verder een marmeren doopvont, twee stenen wijwaterbakken, kapel met gestileerd reliëf van Sint Joseph op zijn sterfbed en een uit 1890 daterend hoofdorgel. De Sint-Josephkerk wordt tot op heden gebruikt door de Sint Norbertusparochie. 
De kerk en pastorie zijn rijksmonumenten.
Vanwege schade veroorzaakt door zware stormen in 2021 is in 2022 het dak opnieuw bedekt met tegels. Hierbij zijn ook de wijzers van de klok in de toren verlicht, waardoor nu ook 's avonds de tijd is te zien.